# Отрада (Воронежская область)
Отрада — посёлок в Панинском районе Воронежской области России.
Входит в состав городского поселения Панино.
| 2000 | 2005 | 2010 |
| ---- | ---- | ---- |
| 183  | ↘154 | ↘116 |

В посёлке имеется одна улица — Раздольная.